# Elisabeth Granneman
Inger Elisabeth Granneman —nombre de soltera; Inger Elisabeth Fauk— (Bergen, Noruega; 13 de mayo de 1930 — Bærum, Noruega; 28 de marzo de 1998) fue una actriz, cantante, música y escritora noruega, también muy popular en Suecia. Al principio de su carrera, era conocida como «la ama de casa cantante de Lørenskog».

## Vida y carrera
Granneman estudió con Robert Riefling. Hizo su debut con Jens Book-Jenssen en el teatro Chat Noir, pero sus padres la recogieron tras unas cuantas actuaciones.
Ha participado varias veces en el Melodi Grand Prix, en las cuales ganó la edición de 1964 con la canción «Spiral», la cual fue interpretada por Arne Bendiksen en el Festival de la Canción de Eurovisión 1964. También participó en la edición de 1962 con «Et sommereventyr», en 1964 con «God gammel firkantet vals» (además de «Spiral») y en 1969 con «BM. "Fordomsfri"».
Granneman ha tomado parte en varias series de programas de radio, programas de televisión y ha participado en muchas discográficas, incluyendo Philips (1959–1962), Triola (1962–1964) y Polydor (1965–1969). Fue afiliada de Chat Noir desde 1959. En 1960 cantó «Alle venter på sommer» (Philips) y en 1962, «Omatt og omatt» (Philips), con letra de Bias Bernhoft y Bjørn Sand. En 1986, fue galardonada con la estatua Leonard y el Premio Luif Juster. Además, fue anfitriona del programa de Robert Aschberg.
Granneman también compuso y escribió letras de varias canciones y ha escrito varios libros para niños.
Estaba en el final de su vida como presentadora cuando, junto a Robert Aschberg, dio una charla en I kveld med Robert Aschberg. La enfermedad y la mala salud, en general, hicieron que Granneman en el otoño de 1991 solo apareciera esporádicamente en el programa. Estaba previsto que regresara para el invierno completo de 1992, pero una hemorragia cerebral a principios de año lo impidió. Sufrió, además, diabetes y asma, riñones en mal estado y agua en los pulmones. Aschberg hizo un homenaje a Granneman en su programa tras su muerte en marzo de 1992, donde presentó una serie de clips del programa.